# فيكتور ترويسكي

## روابط إيضافية
- فيكتور ترويسكي على موقع رابطة محترفي التنس (الإنجليزية)
- فيكتور ترويسكي على موقع الاتحاد الدولي لكرة المضرب (الإنجليزية)
- فيكتور ترويسكي على موقع كأس ديفيز (الإنجليزية)
- فيكتور ترويسكي على موقع خلاصة التنس.كوم (الإنجليزية)
- فيكتور ترويسكي على موقع إي إس بي إن.كوم (الإنجليزية)
- فيكتور ترويسكي على موقع اللجنة الأولمبية الدولية (الإنجليزية)
- فيكتور ترويسكي على موقع أوليمبيديا (الإنجليزية)
- فيكتور ترويسكي على موقع اللجنة الأولمبية الصربية (الصربية)
- فيكتور ترويسكي على موقع AS.com (الإسبانية)
- Troicki Recent Match Results
- Troicki World Ranking History